# 福島臨海鐵道
福島臨海鐵道株式会社 (日语：／ Fukushimarinkaitetsudō)是在福岛县經營貨運鐵路的鐵路公司，營運位於磐城市连接常磐线泉站和小名濱站的福島臨海鐵道本線。公司由日本货物铁道、福岛县、三菱化成等出资設立。

## 历史
福島臨海鐵道的前身是小名濱馬車軌道。1906年鈴木藤三郎在常磐煤炭的運輸港--小名濱港設立了鹽工廠，並以個人名義獲得了燃料和產品運輸的特許，鋪設常磐線泉站和小名濱港之間的小名濱馬車軌道，隔年小名濱馬車軌道完成鋪設並開通，軌距為762 公釐。
- 1907年12月1日 - 小名濱马车轨道（泉 - 小名濱之间）开通。1910年讓予东商会。[5]
- 1915年6月2日 - 磐城海岸軌道（日语：江名鉄道）成立。
- 1916年4月17日 - 磐城海岸軌道線（日语：江名鉄道） (小名濱 - 江名）开通。[6]
- 1918年8月30日 - 磐城海岸軌道东商会，運營泉 - 小名濱 - 江名的马车铁路。[7]
- 1926年 - 引进了柴聯车改為内燃动力。
- 1936年12月9日 - 小名濱 - 江名區間废止。[6][8]
- 1939年10月16日- 公司更名为小名濱臨港鐵道。
- 1953年1月12日- 因江名鐵道線（日语：江名鉄道）荣町 - 江名开通，小名濱臨港鐵道小名滨 - 荣町区間开通，並與江名鐵道線直通运营由泉～江名的直达列车。
- 1964年 
  - 小名滨被指定为新工业城市。
  - 11月 - 福岛县出资入股。[9]
- 1966年
  - 2月15日 - 因江名鐵道線停运，小名滨 - 荣町段也停运，直通运营暂停。
  - 10月 - 日本国鐵出资入股。
- 1967年4月1日 - 公司更名为福岛臨海铁道。
- 1968年7月1日 - 小名滨 - 荣町废止。
- 1970年
  - 6月1日 - 小名濱碼頭本線（日语：福島臨海鉄道小名浜埠頭本線）宮下（日语：宮下駅 (福島県)） - 小名濱碼頭（日语：小名浜埠頭駅）开通。仅限货运业務。
  - 8月14日 - 小名滨码头 - 東渚（日语：東渚駅）开通。仅限货运业务。
- 1971年7月21日 - 東渚 - 藤原（日语：藤原駅）开通。仅限货运业务。
- 1972年10月1日 - 福島臨海鐵道本線的客运业务廢止，成为一条货运专用铁路。[9][10]
- 1973年10月 - 成立子公司福岛臨海运输。
- 1984年4月1日 - 小名濱碼頭本線小名滨码头 - 藤原區间废止。
- 1998年6月 - 子公司福岛臨海运输更名为福島臨海System。
- 2001年
  - 4月1日 - 宫下 - 小名濱码头停運。
  - 10月1日 - 宫下 - 小名滨码头废止。小名濱碼頭本線廢線。
- 2011年3月11日 - 福島臨海鐵道本線受東北地方太平洋沿岸地震破坏。
- 2012年2月1日 - 福島臨海鐵道本線全線恢复运营。
- 2015年1月13日 - 小名滨站和公司总部搬迁到原址西侧约600m，宫下站废站。

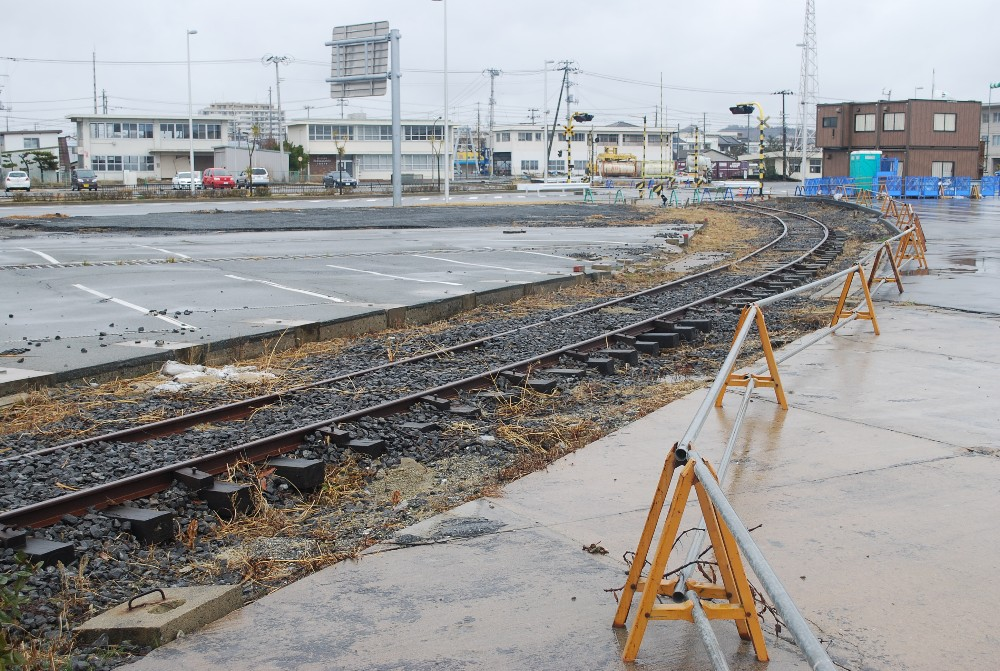
2011 年東北地方太平洋沿岸地震引發海啸造成的铁轨受损

## 路线
现有路线
- 福岛临海铁道本线：泉站 - 小名濱，4.8公里；泉站 - 榮町，6.2公里 (最長營業距離)。

废弃路线
- 小名濱碼頭本線：宮下 - 藤原，2.1公里 (最長營業距離)；宮下 - 小名濱碼頭，1.2公里(2001年廢止時營業距離)

## 车辆

### 现有车辆

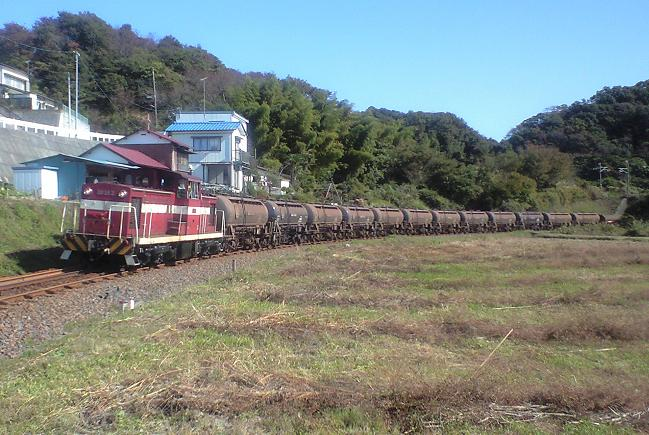
福島臨海鐵道DD56型柴油機車牽引貨物列車

2019年時現有3台柴油机车，編號為DD552、DD5531、DD561。
DD55型
DD552·5531 (553)
552于1970年制造，553于1973年制造，製造商為新潟鐵工所。在维修期间更换发动机时，553重新编号为DD5531。552因发动机故障，近年来一直没有投入使用。
DD56型
DD561
于 1978 年導入，為新潟鐵工所製造的56吨柴油机车。刚引入时編號為DD5601，1996年更换发动机时，改名为DD561。

### 过去车辆
DD1
日本氫工業的私有机車。 1963 年三菱重工製造35吨柴油机车。 1994年报废。
DD2
日本氫工業的私有机車。 1965年三菱重工制造的25吨柴油机车。 1994年报废。
DB251
東邦事业私有机車。 1969年日立製作所制造的25吨柴油机车。 1994年被DB253取代。
DD451
1963 年富士重工45t机車。用于主线牵引。1973年被DD55型取代，转入近江铁道。
DD501
1960年新潟鐵工所製 50 吨柴油机车。是小名滨临港铁道的第一台内燃机车，也是日本国铁的原型机。 1994年报废。
DD551
富士重工制造的55噸柴油机车，于 1966 年小名滨临港铁道时代導入，2006年除役。

## 委託業務
受日本货物铁道委托日立站的業務。过去还受托水户站、友部站、内原站的工作，本社的机车也曾驻扎在内原站使用。 
此外，虽然JR貨物委托的货车检查工作已经終止，但仍受委托進行集装箱检查工作。八户临海铁道和仙台临海铁道的机车一般检查工作，也委托福島臨海鐵道进行。

## 临时客运业务
1972年福島臨海鐵道废除了客运业务，但此后此後尚有“购物列车”，以及在小名滨举行“磐城小名濱港烟花大會”等活动时開行臨時旅客列车直到2007年為止。临时旅客列车使用東日本旅客铁道的KiHa110系柴油動车組车辆運營。

## 外部連結
- 福岛臨海铁道 （页面存档备份，存于）